# Geissorhiza inaequalis
Geissorhiza inaequalis (лат.) — многолетнее травянистое клубнелуковичное растение, вид рода Geissorhiza семейства Ирисовые (Iridaceae). Эндемик ЮАР. Растёт на тяжёлых глинистых почвах в Северо-Капской провинции ЮАР. Клубнелуковичный геофит с мечевидными листьями и синими цветками.

## Описание
Geissorhiza inaequalis — многолетний травянистый клубнелуковичный геофит высотой 12-25 см. Клубнелуковица яйцевидно-шаровидная, 6-8 мм в диаметре, с несколькими клубнелуковицами у основания. Чешуйки деревянистые, от тёмно-коричневых до почти чёрных, черепитчатые, выемчатые снизу. Стебель прямой или наклонный, простой или с 1-3 ветвями, слегка опушённый, обычно несущий короткий листовой прицветник из верхнего узла. Листья обычно 3, плоские, мечевидные, от прямых до серповидных, края и главная жилка слегка приподняты, гладкие, короче или немного длиннее стебля, шириной 4-10 мм. Нижние два листа базальные, третий базальный или возвышающийся над землей. Соцветие — колос с 2-7 цветками, обычно изогнутый под первым и вторым цветком; прицветники снизу зелёные, высыхающие и становящиеся бледными и плёнчатыми сверху, редко коричневые на верхушке, 10-15(-18) мм длиной, раскидистые в верхней половине, внутренний прицветник короче внешнего. Цветок зигоморфный, светло-фиолетовый, белый в горле и трубке; трубка околоцветника 2-3 мм длиной, воронковидная; листочки околоцветника 20-23 x 4-6 мм шириной. Тычиночные нити односторонние, наклонные, неравные, две длиннее 8-10 мм длиной, одна короче 5-6 мм длиной; пыльники наклонённые, 5-6 мм длиной, один немного короче, белый; пыльца белая. Столбик разделяется около верхушки пыльников на веточки 3 мм длиной, отогнутые. Плод — продолговатые коробочки 5-8 мм длиной, 3,5 мм в диаметре, короче прицветников.

## Распространение и местообитание
G. inaequalis — эндемик Северо-Капской провинции ЮАР. Известен только в окрестностях Ньювудвилла. Встречается на плато Боккевелд и горы Коби, а также в западном Кару.

## Охранный статус
G. radians — вид имеет площадь распространения (EOO) 5932 км² и площадь обитания (AOO) 64 км². Известно от 14 до 20 субпопуляций, популяция стабильна и не сталкивается с существенными угрозами. Поэтому он отнесен к категории «Вызывающий наименьшие опасения».